# 沙爾基 (羅基特涅區)
49°42′47″N 30°37′25″E / 49.71306°N 30.62361°E
沙爾基（烏克蘭語：Шарки）是位於烏克蘭北部的村莊，由基辅州白采爾克瓦區的羅基特內市鎮負責管轄。該村面積6平方公里，海拔高度159米，2001年人口1,190，人口密度每平方公里117.3人。